# Phalaenopsis mannii
Phalaenopsis mannii är en orkidéart som beskrevs av Heinrich Gustav Reichenbach. Phalaenopsis mannii ingår i släktet Phalaenopsis och familjen orkidéer. Inga underarter finns listade i Catalogue of Life.

## Bildgalleri

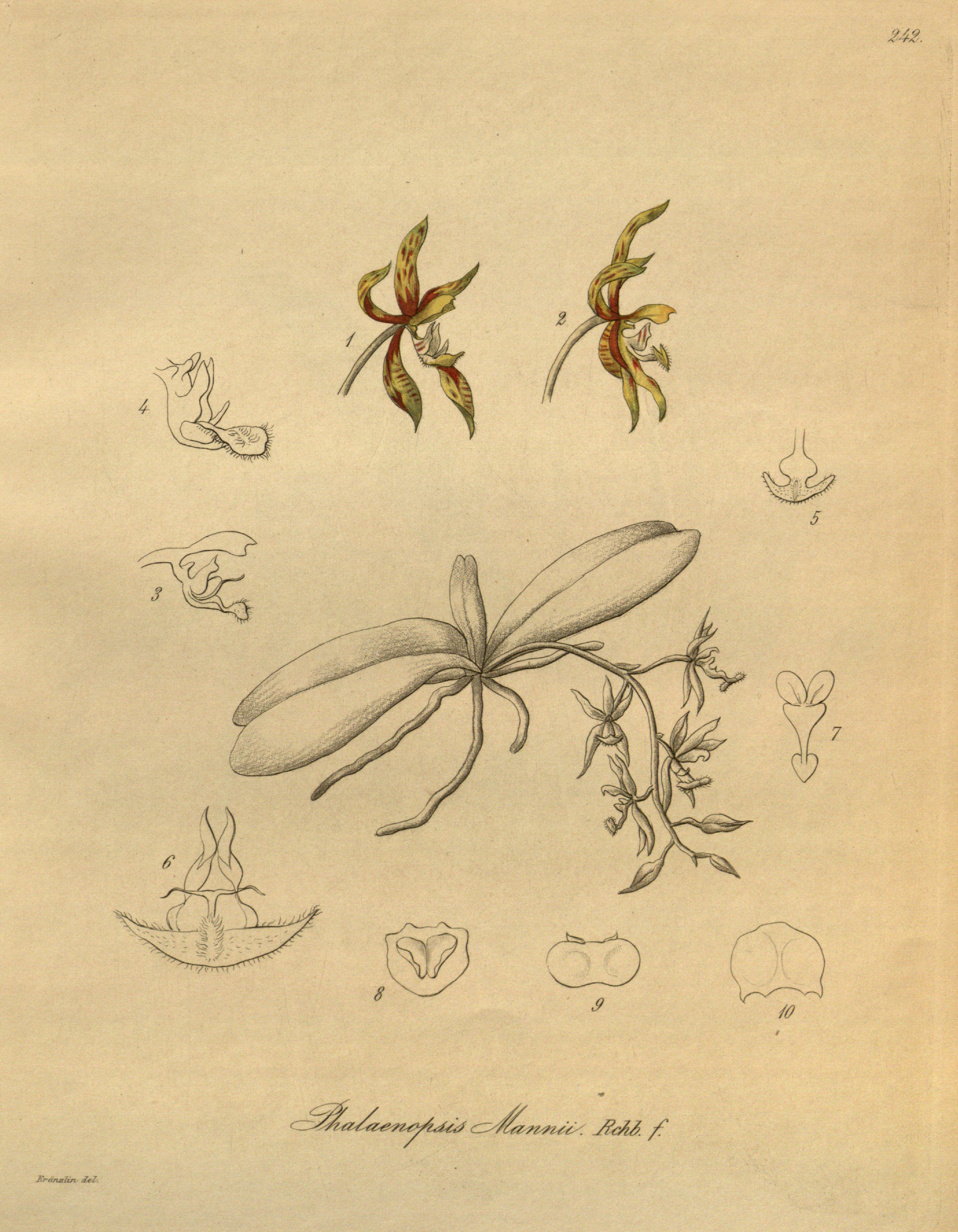
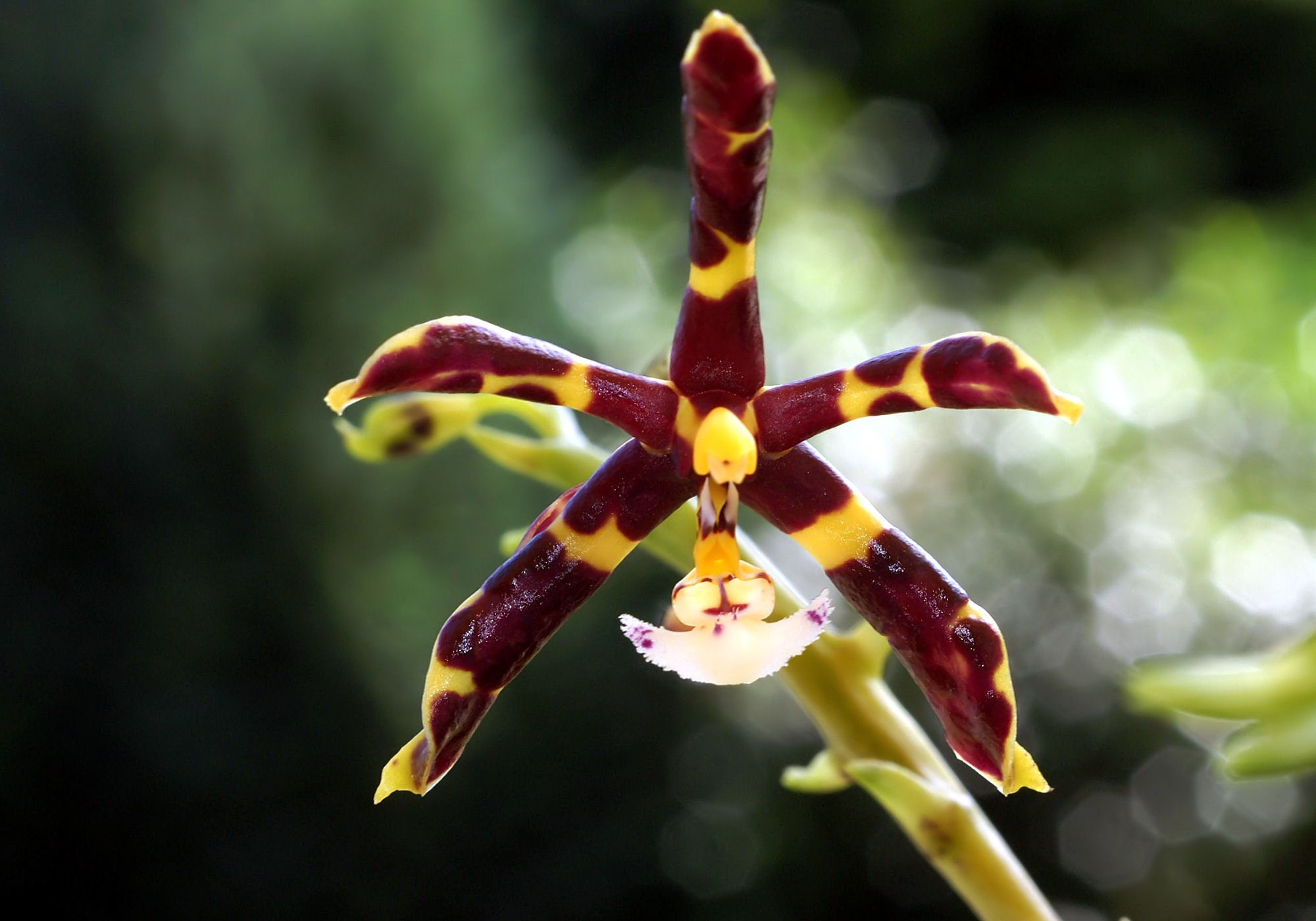
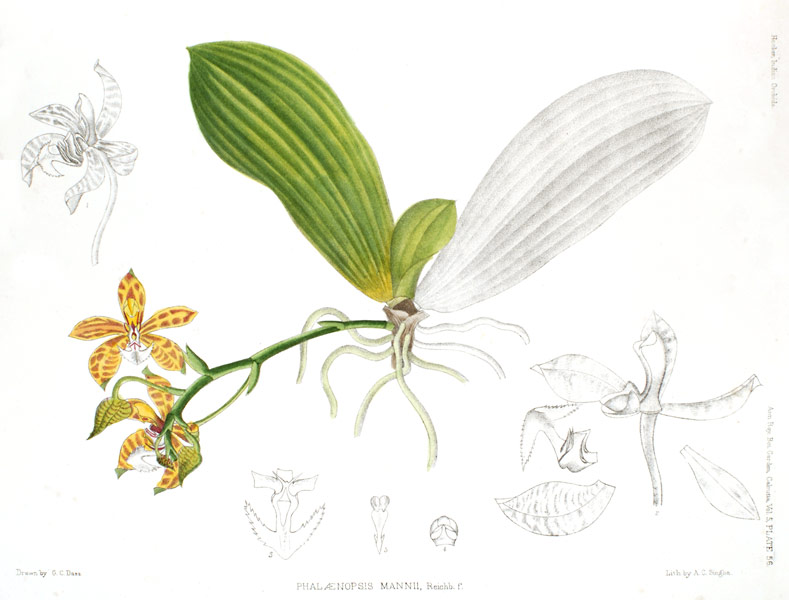
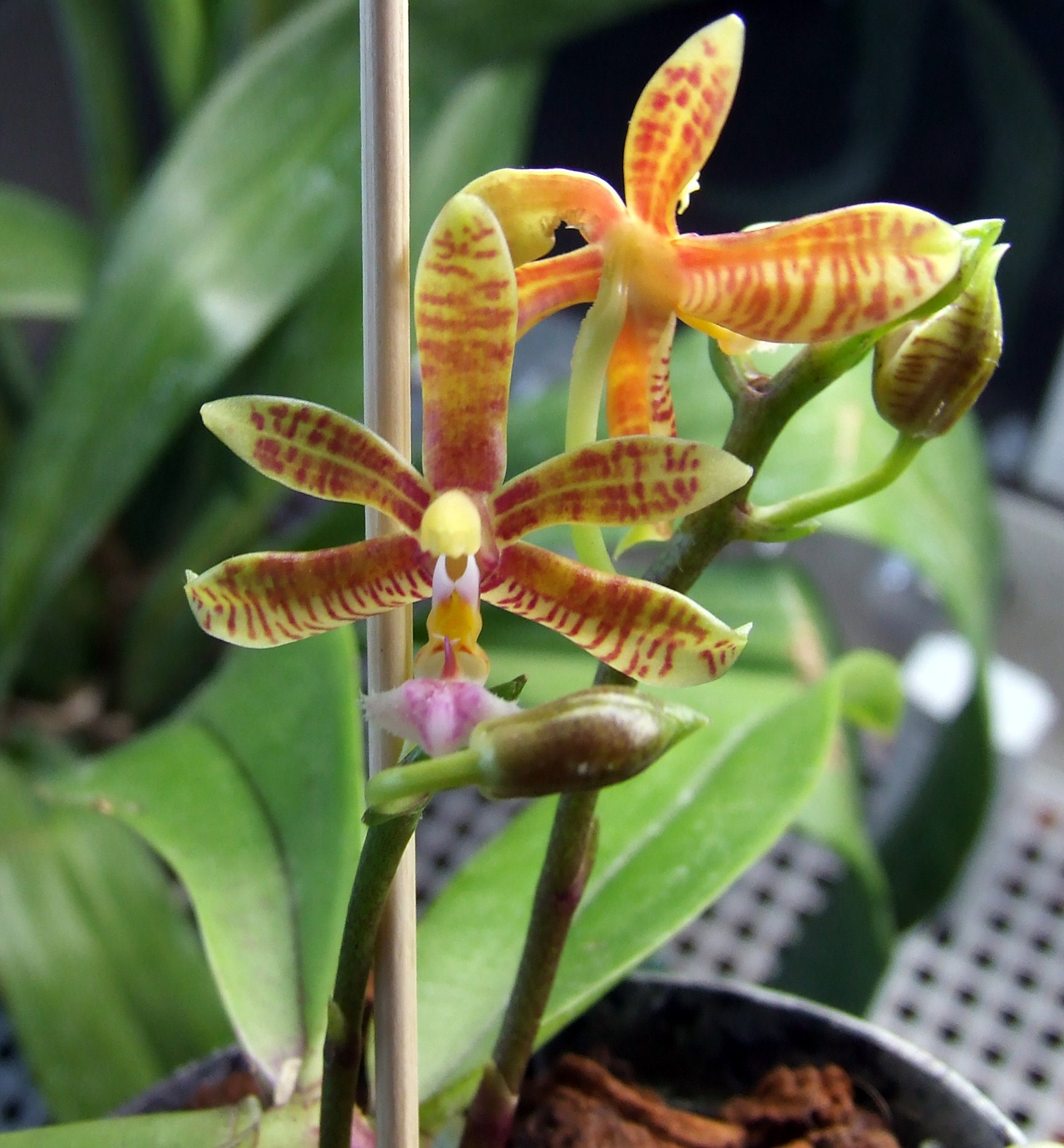
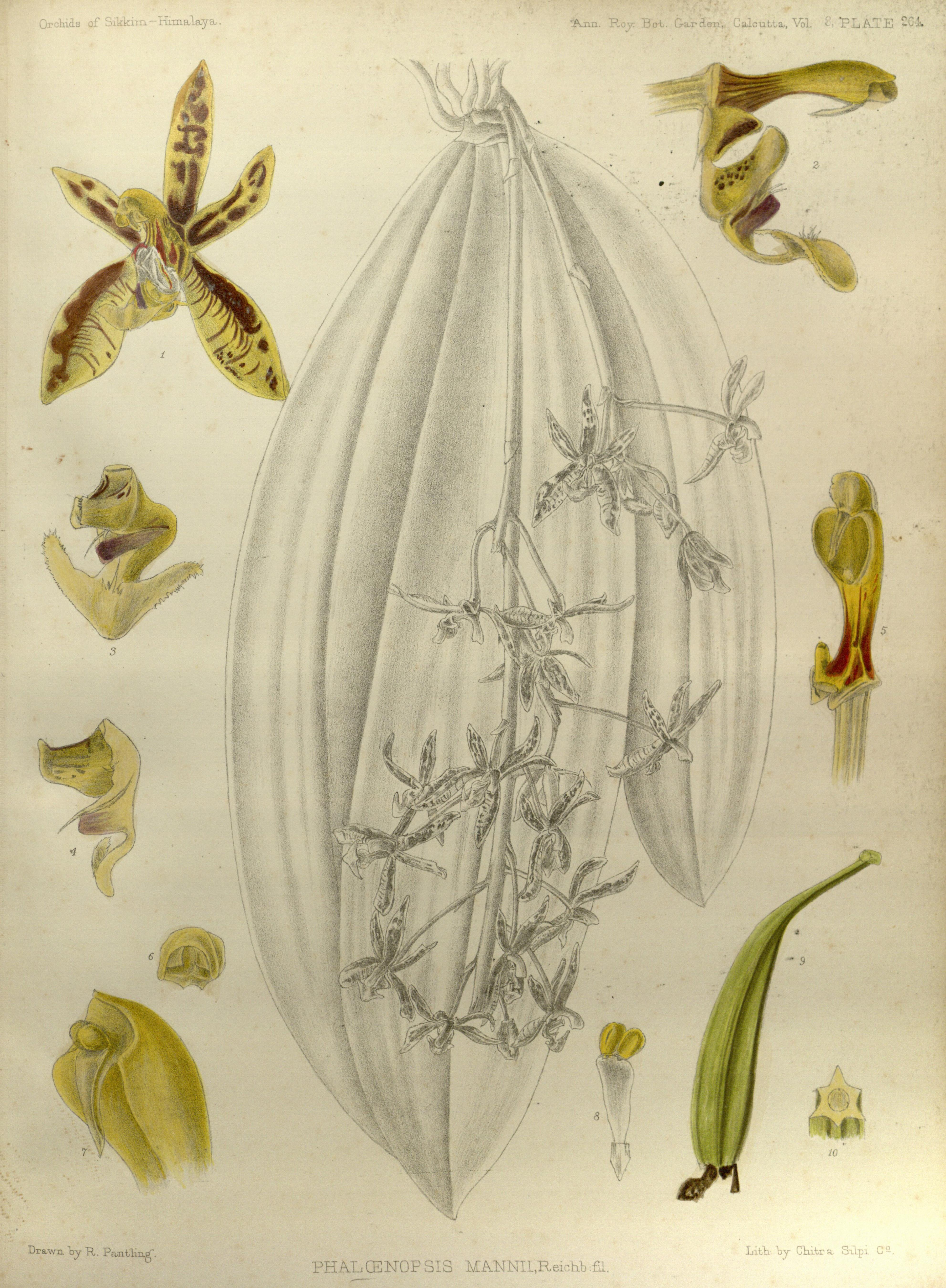
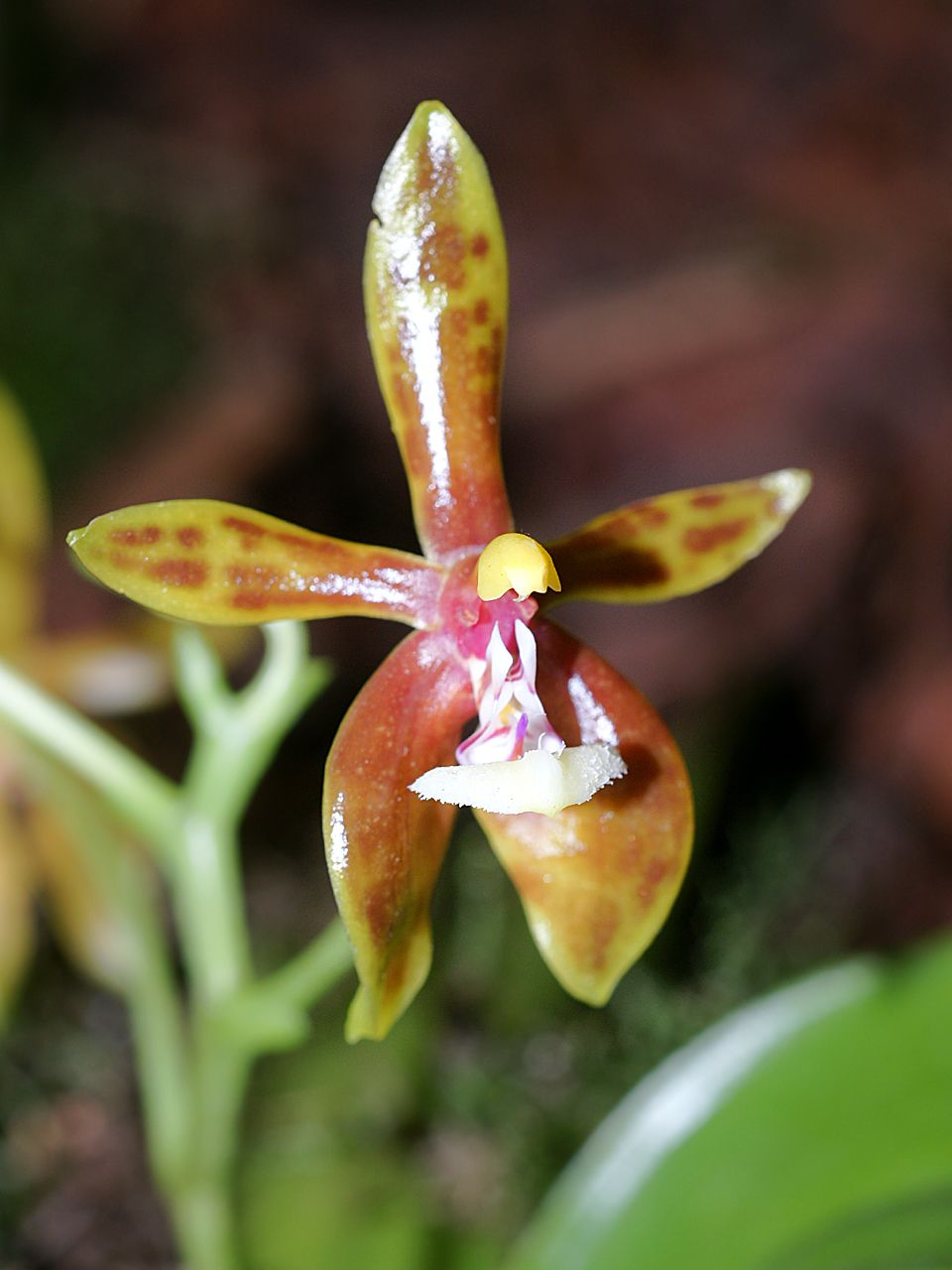